# Années 20
Les années 20 couvrent les années 20 à 29.
- Pour les années 1920 à 1929, voir Années 1920.
- Pour les années 2020 à 2029, voir Années 2020.

## Événements
- 21 : révolte en Gaule contre la levée abusive d’impôts.
- 22-25 : en Chine, l’insurrection des « Sourcils Rouges » conduit à la restauration de la dynastie des Han orientaux par les princes Liu Xiu (Lieou Sieou) et Liu Xuan (Lieou Hiuan) (fin en 220). Liu Xuan réunit les deux groupes et marche sur Chang'an. Wang Mang est assassiné (9 octobre 23). Après sa mort, la propriété privée terrienne est rétablie.

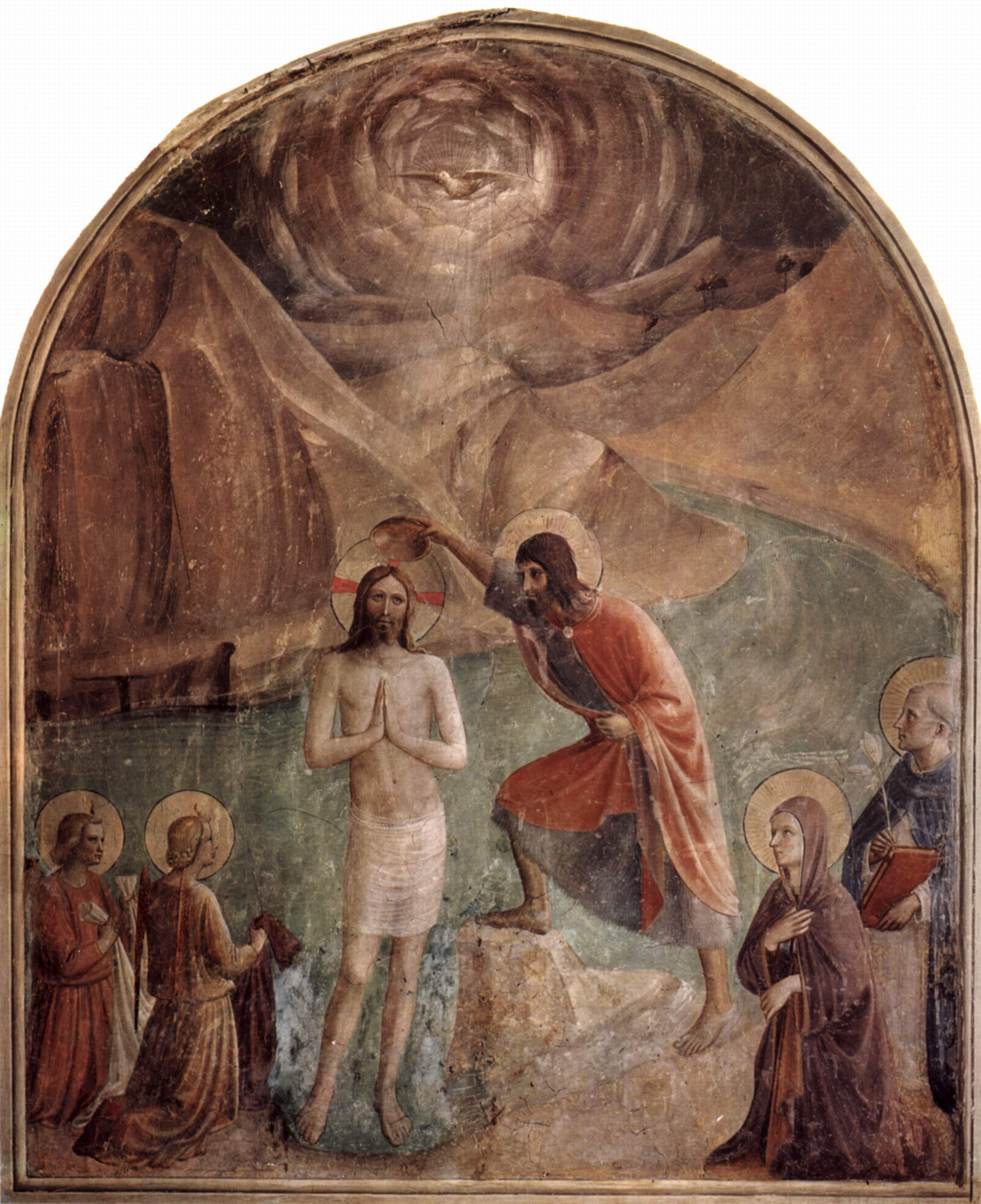
Le baptême du Christ, Fra Angelico.

- 26-27[1] ou 29[2], Judée : date probable du début de la prédication de Jean le Baptiste, peut-être un essénien, qui manifeste la conversion spirituelle par le rite de plongée dans l’eau. Le mouvement se développe surtout sur la rive Est du Jourdain où l’excitation des foules fait craindre à Hérode Antipas le début d’une révolte. Jésus est probablement baptisé par Jean-Baptiste[3], quelques années plus tard.
- 27 : catastrophe de Fidènes.

- Philon définit la philosophie servante de la théologie[4]. Pour lui la Torah, la loi de Moïse, est loi de Dieu et loi de Nature, fixée pour l'éternité[5].
- À Jérusalem, Shammaï l'Ancien (50 av. J.-C. - 30), docteur juif pharisien, fonde l’école Bet Shammai, opposée par sa rigueur dans l’interprétation de la Loi à celle de Hillel[6].

## Personnalités significatives
- Han Guang Wudi
- Jean le Baptiste
- Séjan
- Tacfarinas
- Tibère